# Marko Vukićević
Marko Vukićević (en alphabet cyrillique serbe : Марко Вукићевић), né le 27 octobre 1992 à Ljubljana, en Slovénie, est un skieur alpin serbe.

## Biographie
Il dispute ses premières courses officielles lors de la saison 2007-2008 et son unique championnat du monde junior en 2012.
Née d'une mère serbe et d'un père monténegrin, il représente la Slovénie jusqu'en 2012 puis prend la nationalité serbe.
Il a fait ses débuts en Coupe d'Europe en 2011 et a obtenu son premier top 30 en 2017 à la descente de Sarntal (24e).
Sa première compétition majeure a lieu en 2013 à l'occasion des Championnats du monde de Schladming. Un an plus tard, il est présent aux Jeux olympiques de Sotchi, où il termine 48e du super G et ne termine pas le slalom géant et le slalom.
Il fait ses débuts en Coupe du monde en janvier 2016 et frôle le top 30 en janvier 2017 au combiné de Wengen (32e).
En 2017, il enregistre le meilleur résultat de sa carrière sur la scène internationale avec sa quatrième place au super G de l'Universiade à Almaty. De mêne aux Championnats du monde à Saint-Moritz, il est 36e au combiné, soit sa meilleure place dans un mondial.
Aux Jeux olympiques d'hiver de 2018, à Pyeongchang, il obtient son meilleur résultat avec une 25e place au combiné.

## Palmarès

### Jeux olympiques d'hiver
| Épreuve / Édition | Sotchi 2014 | Pyeongchang 2018 |
| Descente          |             | 41e              |
| Super G           | 48e         | Abandon          |
| Slalom géant      | Abandon     | 41e              |
| Slalom            | Abandon     | Abandon          |
| Combiné           |             | 25e              |

### Championnats du monde
| Épreuve / Édition | Schladming 2013 | Saint-Moritz 2017 | Åre 2019 |
| Slalom géant      | Abandon         | Abandon           |          |
| Slalom            | Abandon         | Abandon           |          |
| Descente          |                 | 40e               | 38e      |
| Super G           |                 | Abandon           | Abandon  |
| Combiné           |                 | 36e               | Abandon  |

### Championnats de Serbie
- Titré en slalom géant en 2013, 2015 et 2017.
- Titré en slalom en 2014 et 2016.
- Titré en super G en 2018 et 2019.
- Titré en descente en 2019.